# Ante Mardešić
Ante Mardešić, učesnik prve Hajdukove trening utakmice koja se odigrala na uskrs 16. travnja 1911. u tri sata poslije podne. Bio je u sastavu B momčadi koja je utakmicu igubila s 13:2. 
Prvi brankari (gol=branka; tako nazivani u Splitu i od Spličana) na prvoj trening utakmici bili su Joseph Buchberger za A momčad i Marko Margetić za B momčad.
Ni Mardešić ni vratar Margetić ne nalaze se na popisu Hajdukovih igrača, jer im je ova trening utakmica bila jedina koju su odigrali, i nisu kasnije nastupili protiv nijednog drugog kluba. 
Njihova imena ostaju pamćena kao prvih igrača koji su obukli Hajdukov dres, i utrli nogometni sport u Splitu. 